# Johann Andreas Culin

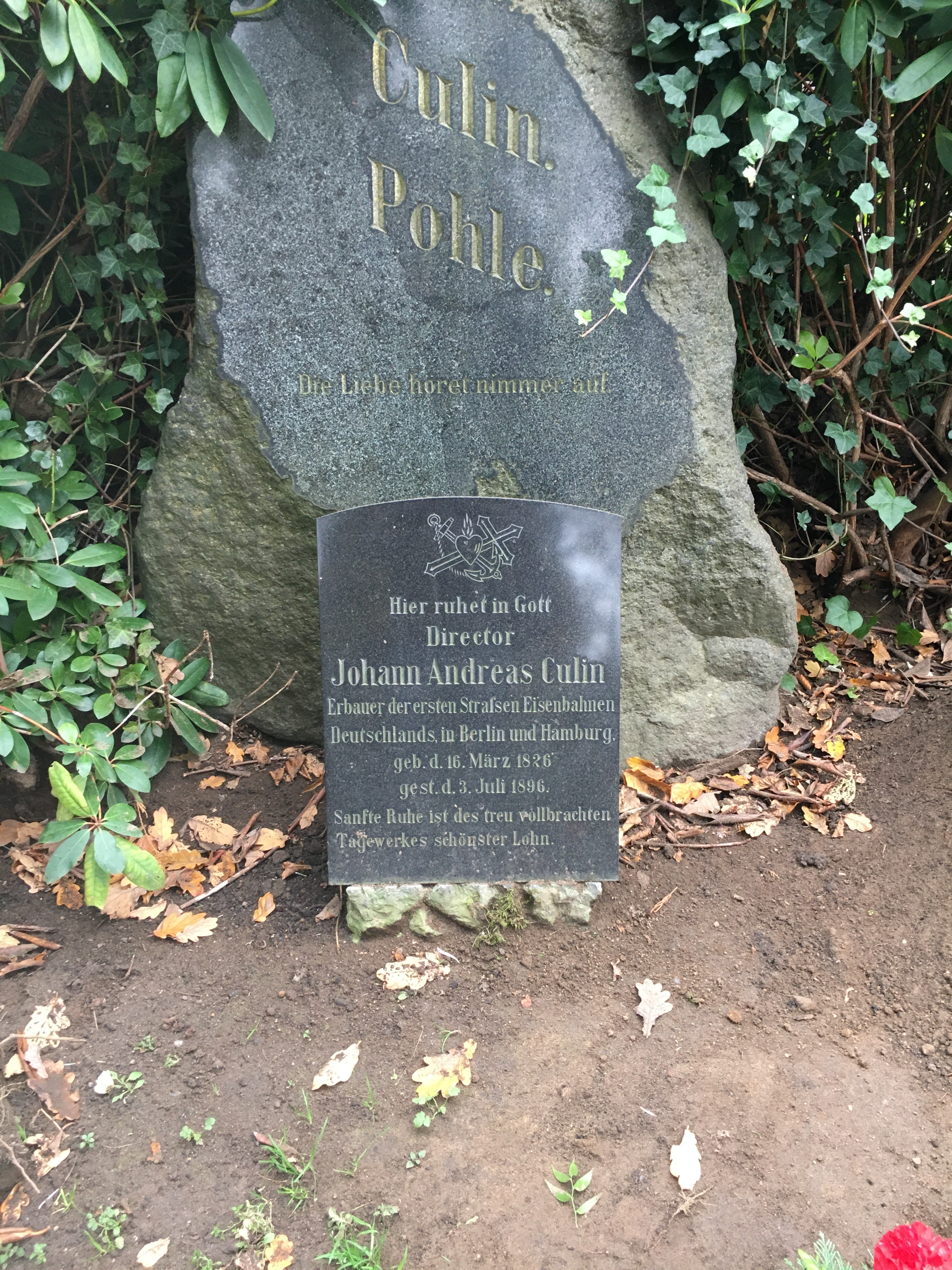
Grabstätte Johann Andreas Culin auf dem Friedhof Ohlsdorf

Johann Andreas Culin (* 16. März 1826 in Hamburg; † 3. Juli 1896 in Bad Lauterberg im Harz) war ein deutscher Ingenieur.

## Leben
Johann Andreas Culin arbeitete als Techniker bei der Hamburg-Bergedorfer Eisenbahn. Beim Bau der ersten Pferde-Eisenbahn in Berlin fungierte er als technischer Berater. Nach seiner Rückkehr nach Hamburg hatte er 1866 bei der Realisierung der Pferdebahn zwischen Hamburg und dem damals noch preußischen Wandsbek den Posten eines leitenden Ingenieurs inne, ebenso bei der Entstehung weiterer Strecken. Culin stieg im Laufe der Jahre zum Direktor der Pferde-Eisenbahn-Gesellschaft auf und behielt diesen Posten auch, nachdem das Unternehmen 1881 in der neuen Straßen-Eisenbahn-Gesellschaft aufgegangen war.
Krankheitsbedingt beendete Culin 1892 seine berufliche Laufbahn und starb wenige Jahre später während eines Kuraufenthalts an einem Herzschlag. Seine letzte Ruhestätte fand er auf dem Hamburger Friedhof Ohlsdorf im Planquadrat U 4. Culins Sohn Andreas (1852–1931) trat in die Fußstapfen seines Vaters und war zuletzt Oberingenieur bei der Hamburger Hochbahn AG. Die Stadt Hamburg ehrte beide 1959 mit der Benennung der Culinstraße im Stadtteil Horn.